# Basarab Laiotă cel Bătrân
Basarab III Laiotă cel Bătrân (? - 22 de diciembre de 1480) fue un voivoda del principado de Valaquia en cinco ocasiones durante el siglo XV, enfrentándose en varias ocasiones y sucediendo a Radu III.
Dos de sus reinados se produjeron en torno al último reinado de Vlad III Drácula. Gobernó en 1473, en dos ocasiones en 1474, varios meses entre los años 1475 y 1476 y varios meses entre los años 1476 y 1477. Durante sus breves reinados fue apoyado por el Imperio otomano, que le ayudó a recuperar el trono en varias ocasiones. Finalmente fue derrocado por su sobrino Basarab IV, que lo derrotó definitivamente en la Batalla del Campo de Pan en 1479.
Moriría exiliado en Transilvania en diciembre de 1480.
| Predecesor: Radu cel Frumos | Príncipe de Valaquia Noviembre-diciembre de 1473         | Sucesor: Radu cel Frumos           |
| Predecesor: Radu cel Frumos | Príncipe de Valaquia Primavera de 1474                   | Sucesor: Radu cel Frumos           |
| Predecesor: Radu cel Frumos | Príncipe de Valaquia Septiembre-octubre de 1474          | Sucesor: Radu cel Frumos           |
| Predecesor: Radu cel Frumos | Príncipe de Valaquia Enero de 1475-noviembre de 1476     | Sucesor: Vlad Draculea             |
| Predecesor: Vlad Draculea   | Príncipe de Valaquia Diciembre de 1476-noviembre de 1477 | Sucesor: Basarab Țepeluș cel Tânăr |